# آرثر فينيكس
آرثر فينيكس (بالإنجليزية: Arthur Phoenix)‏ (5 مارس 1902 في المملكة المتحدة - 3 أبريل 1979 في المملكة المتحدة) هو لاعب كرة قدم بريطاني (وحمل سابقاً جنسية المملكة المتحدة لبريطانيا العظمى وأيرلندا) في مركز مهاجم داخلي. لعب مع أستون فيلا وبرمنغهام سيتي وراسينغ كولومب ونادي إكزتر سيتي ونادي بارنسلي ونادي توركي يونايتد ونادي شيلبورن وWigan Borough F.C. ‏ وMossley A.F.C. ‏ ونادي مانسفيلد تاون وGlossop North End A.F.C. ‏ ونادي باث سيتي وBrierley Hill Alliance F.C. ‏ ونادي بيليمينا يونايتد.

## وصلات خارجية
- آرثر فينيكس على موقع قاعدة بيانات كرة القدم.إي يو (الإنجليزية)